# Night of the Living Dead (1990)
Night of the Living Dead is een Amerikaanse horrorfilm uit 1990, geregisseerd door Tom Savini en herschreven door John A. Russo in samenwerking met George A. Romero. De film is een remake van de gelijknamige film van George A. Romero's horrorfilm uit 1968.

## Verhaal
Barbara (Patricia Tallman) en Johnnie (Bill Moseley) brengen een bezoek aan het graf van hun moeder in een afgelegen, landelijke begraafplaats. Tijdens hun bezoek wordt Barbara aangevallen door een zombie. Johnnie, haar broer, probeert haar te verdedigen maar wordt gedood in die strijd. Barbara ontvlucht de begraafplaats en ontdekt op het eerste gezicht een verlaten huis. Ze zoekt er onderdak. Al vlug is ze vergezeld door Ben (Tony Todd).
Ze ontdekken dat er nog andere overlevenden verstopt zijn in de kelder van dat huis: Harry Cooper (Tom Towles), zijn vrouw, en hun dochter Sarah. Sarah werd gebeten in haar arm door een zombie en is ernstig ziek. Wat volgt zijn vele pogingen van de overlevenden om het huis te verdedigen dat onder belegering staat van zombies. Harry vindt dat iedereen zich  moet terugtrekken in de kelder om daar te wachten op hulp van de overheid. Ben is niet akkoord met het idee van Harry. Harry wil alle deuren en ramen van het huis barricaderen zodat de zombies niet kunnen binnendringen. Barbara suggereert dat ze het huis te voet moeten verlaten, omdat ze merkt dat de zombies erg traag zijn. Een plan wordt uiteindelijk bedacht om te ontsnappen met behulp van Bens auto, waarvan de brandstoftank leeg is. Er is een benzinepomp op het terrein, maar die blijkt vergrendeld te zijn. In een zoektocht naar de sleutel wordt deze gevonden in de broekzak van een lijk. Bij het tankstation aangekomen blijkt het dat ze de verkeerde sleutel bezitten. Tom probeert tevergeefs het slot stuk te schieten. Dit leidt tot een enorme explosie en de dood van zowel Tom en Judy.
Buiten het medeweten van de overlevenden in huis, blijkt Sarah verandert te zijn in een zombie. Ze bijt haar radeloze moeder, die ook een zombie wordt. Door Sarah ontstaat er een vuurgevecht tussen haar vader, die haar probeert te beschermen, en Ben en Barbara. Zowel Ben en Harry geraken zwaar gewond. Sarah wordt neergeschoten door Barbara. Harry trekt zich terug naar boven richting de zolder, terwijl Ben zich schuilhoudt in de kelder. Barbara verlaat het huis en wordt overspoeld door de vele zombies. De zombies zijn makkelijk te omzeilen omdat deze erg traag bewegen.
Barbara vindt uiteindelijk hulp van de burgerwacht. De volgende dag keert ze met de burgerwacht terug naar de boerderij. Ben is intussen een zombie geworden en wordt genadeloos in het hoofd geschoten. Harry blijkt de enige overlevende te zijn. Barbara doodt hem in een vlaag van woede. De film eindigt wanneer alle lichamen worden verbrand in het vuur.

## Rolverdeling
| Acteur           | Personage    |
| ---------------- | ------------ |
| Tony Todd        | Ben          |
| Patricia Tallman | Barbara      |
| Tom Towles       | Harry Cooper |
| Heather Mazur    | Sarah Cooper |
| William Butler   | Tom          |
| Katie Finneran   | Judy Rose    |
| Bill Moseley     | Johnnie      |